# Listrognathus giganteator
Listrognathus giganteator là một loài tò vò trong họ Ichneumonidae.